# Panhard & Levassor Type X60
Der Panhard & Levassor Type X60 ist ein Pkw- und Nutzfahrzeugmodell der Zwischenkriegszeit. Hersteller war Panhard & Levassor in Frankreich.

## Beschreibung
Die Fahrzeuge haben einen ventillosen Schiebermotor nach einer Lizenz von Charles Yale Knight. Im Motorcode „SK4C4“ steht das „K“ für Knight und die „4“ für die Anzahl der Zylinder.
Der Vierzylinder-Reihenmotor hat 67 mm Bohrung, 105 mm Hub und 1481 cm³ Hubraum. Er wurde auch 10 CV und 10 CV Sport genannt. Der Motor leistet 30 PS.
Der Radstand beträgt zwischen 294 cm und 327 cm. Einzelne Angaben lauten 1927 auf 294 cm für die normale und die sportliche Version sowie auf 327 cm für die lange Variante. 1928 sind nur Normal und Sport mit unveränderten Daten überliefert. Für 1929 sind 294 cm und 327 cm bekannt.
Bekannt sind die Karosseriebauformen Torpedo und Limousine.
Die Pkw-Produktion lief von 1927 bis Dezember 1929. In den einzelnen Kalenderjahren wurden 659, 317 und 25 Pkw hergestellt. Zusammen sind das 1001 Fahrzeuge, von denen 192 exportiert wurden. Darin enthalten sind zwölf Sportausführungen, die es nur in den ersten beiden Jahren gab und wenig Käufer fanden. Allerdings beinhaltet der Wert für das erste Jahr den Vorgänger Type X47, da sie in der Statistik nicht getrennt wurden.

## Nutzfahrzeuge
In der Zeit von 1927 bis September 1930 gab es Ausführungen als Nutzfahrzeuge. In den ersten drei Jahren hatten sie 850 kg Nutzlast, danach 1250 kg. Die Absatzzahlen blieben mit 19, 29, 19 und 10 in den einzelnen Jahren gering. Zusammen sind das 77 Nutzfahrzeuge. Auch hier ist im ersten Jahr wieder das Vorgängermodell enthalten.